# Stanowisko paleontologiczne w Krasiejowie
Stanowisko paleontologiczne w Krasiejowie – masowe nagromadzenie szkieletów górnotriasowych kręgowców i skamieniałości innych górnotriasowych organizmów występujące w wyrobisku kopalni iłów w Krasiejowie. 

## Historia odkrycia
Wyrobisko iłów górnotriasowych w Krasiejowie zaczęło powstawać w pierwszych latach XX w., gdyż pozyskiwano tam surowiec do produkcji cegieł. Rozwinęło się po 1910 r., gdy w pobliżu złoża wzniesiono w 1910 r. cegielnię, działającą do 1967 r. Wydobycie iłu wznowiono w 1975, tym razem jako surowca w produkcji cementu w cementowni w Strzelcach Opolskich. Warstwy kościonośne odsłoniły się w kamieniołomie zapewne na początku lat 80. XX w. W 1985 zostały odkryte przez ówczesnego licealistę Krzysztof Spałka, który zebraną tam przez siebie kolekcję skamieniałości kostnych podarował naukowcom. Materiał ten nie został jednak opublikowany, a wstrzymanie eksploatacji górniczej warstw kostnych nastąpiło dopiero w 1993, w wyniku niezależnego, powtórnego odkrycia tego stanowiska w czerwcu 1993 r. Odkrycia warstw dokonał geolog Robert Niedźwiedzki, który powiadomił paleontologa profesora Dzika i jego ówczesnego magistranta Andrzeja Kaima, co doprowadziło do rozpoczęcia przez zespół J. Dzika wykopalisk paleontologicznych na szeroką skalę i pierwszej publikacji naukowej o triasowych kręgowcach Krasiejowa w roku 2000.

## Skamieniałości triasowe z Krasiejowa
Znaleziono tu dinozauromorfa Silesaurus opolensis. Występują też liczne skamieniałości płazów z grupy labiryntodontów (Metoposaurus, Cyclotosaurus) i gadów z grupy „tekodontów” (Paleorhinus, Stagonolepis, Polonosuchus). Krasiejowskie znaleziska tych rodzajów są przeważnie znacznie bardziej kompletne od okazów znalezionych w innych lokalizacjach. Odkryto także sfenodonty, ryby, bezkręgowce i rośliny. Od 2000 r. do roku 2015 na bazie skamieniałości z Krasiejowa ustanowiono 14 nowych taksonów, a o geologii i paleontologii tego stanowiska opublikowano 29 artykuły w wiodących światowych pismach naukowych, 8 w innych recenzowanych czasopismach naukowych, poświęcono też mu monografię naukową i dwie książki popularnonaukowe.

## Zagospodarowanie dawnego wyrobiska i warstw kościonośnych
Na terenie wyrobiska otwarto w 2006 r. Pawilon Paleontologiczny, w którym prezentowany jest fragment niewyeksploatowanego złoża kostnego, a w 2010 r. także dinopark, obejmujący oprócz samego kamieniołomu również tereny przyległe doń. W budynku pokopalnianym z kolei, położonym poza wyrobiskiem, stworzono później Park Nauki i Ewolucji Człowieka.

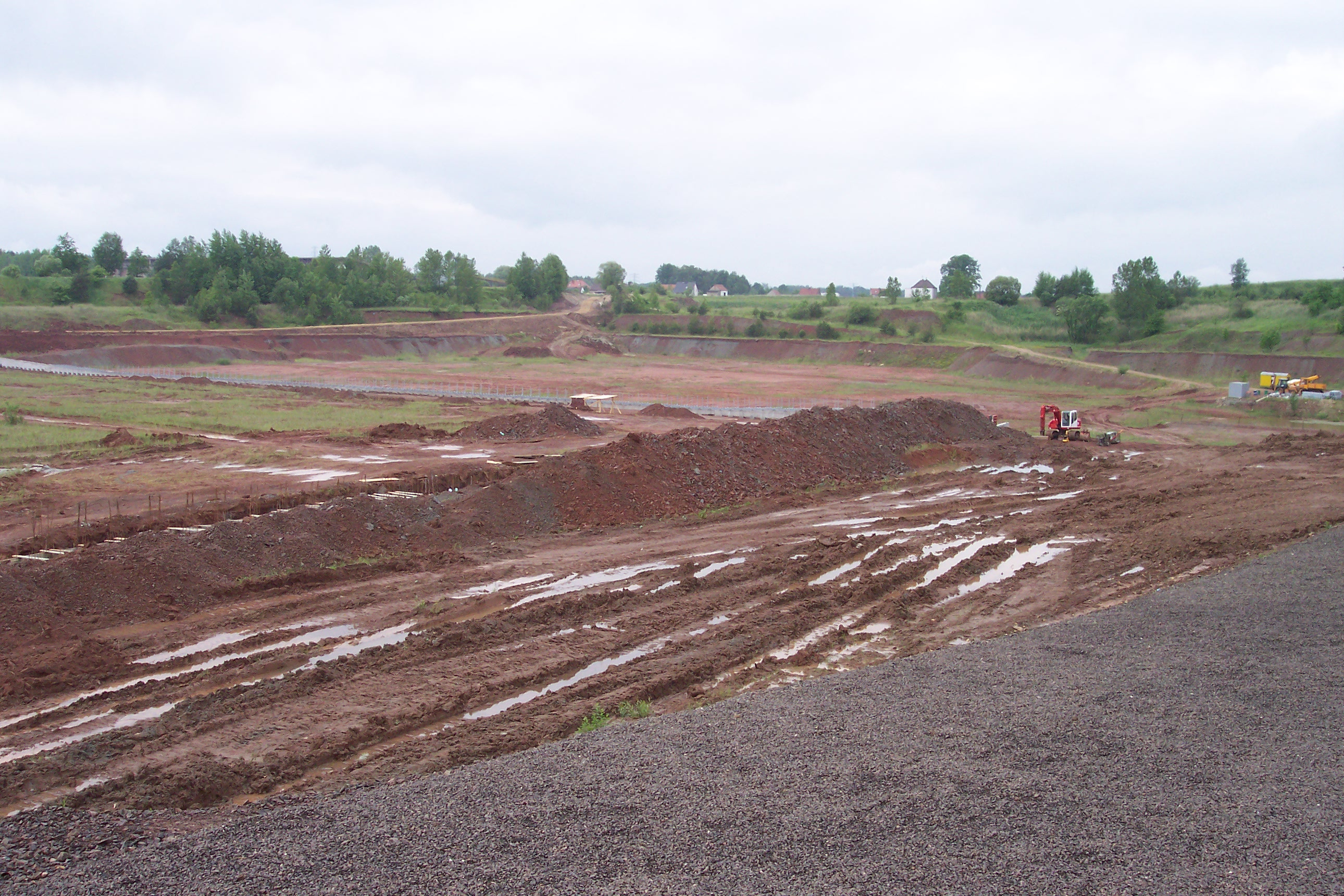
Teren dawnego wyrobiska w trakcie budowy ekspozycji, która weszła później w skład dinoparku

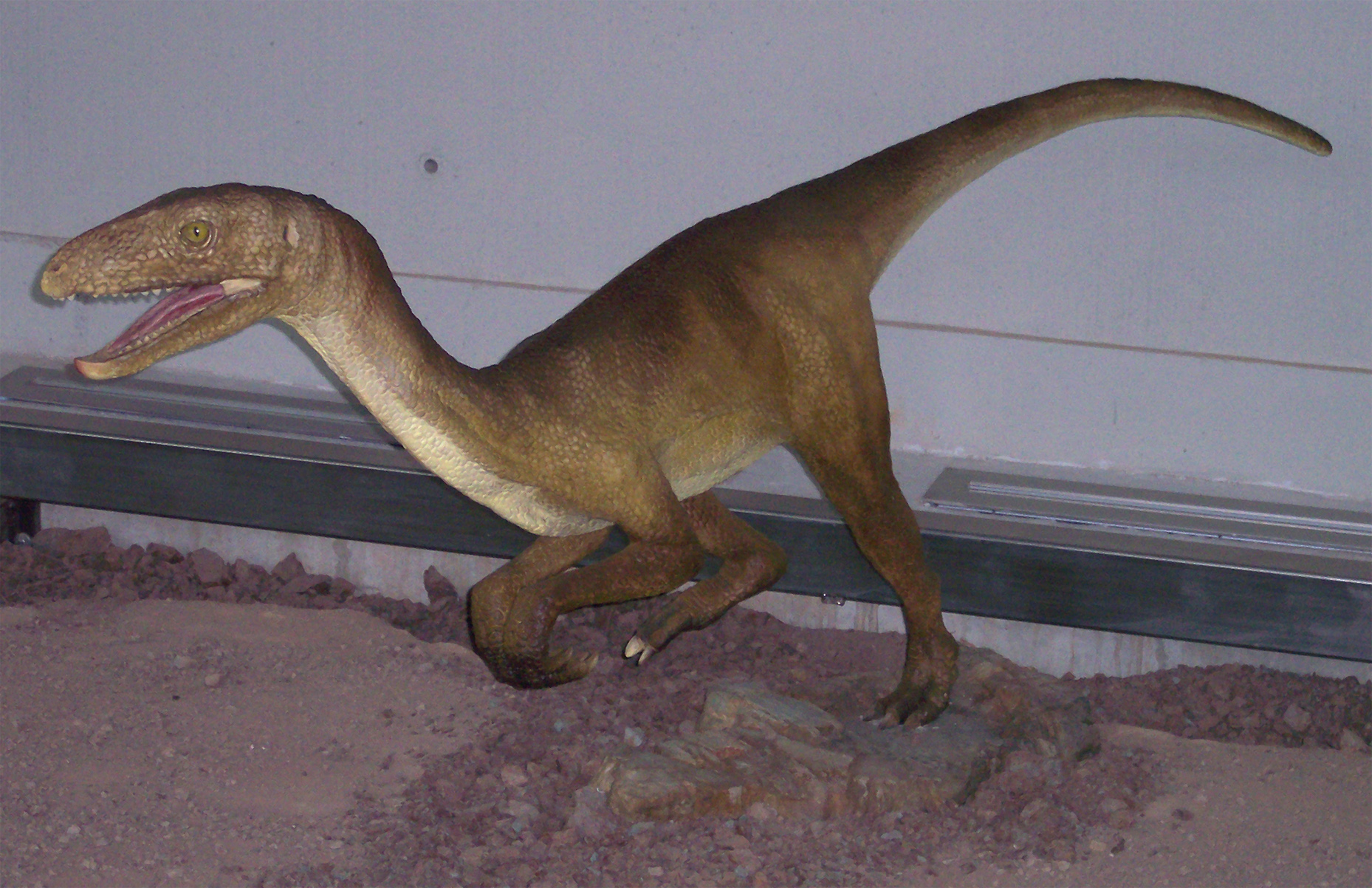
Silesaurus opolensis – po raz pierwszy odkryty w Krasiejowie
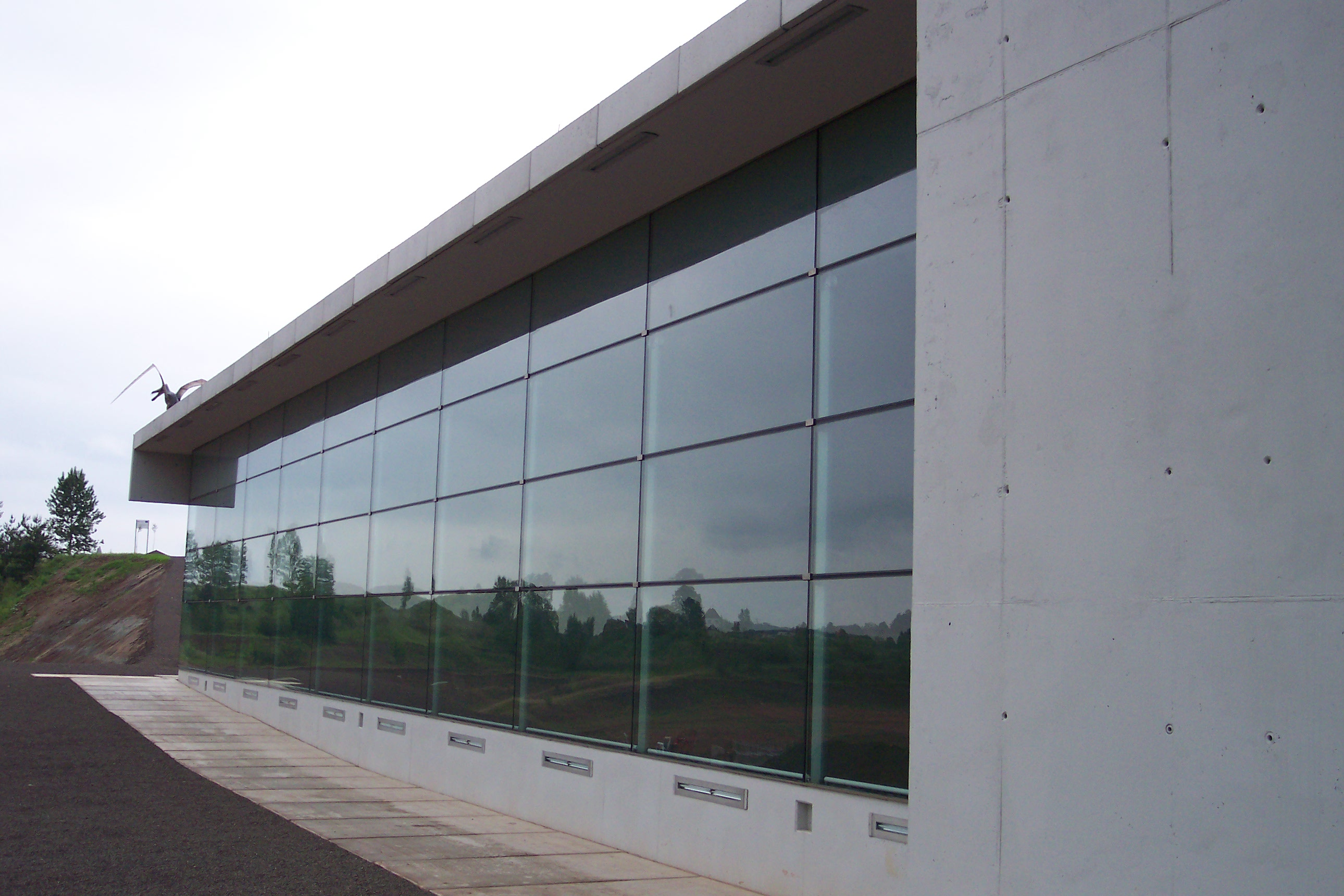
Pawilon paleontologiczny prezentujący fragment niewyeksploatowanego złoża kostnego